# 烏弗塞布羅泰特海崖
71°23′S 13°17′E / 71.383°S 13.283°E
烏弗塞布羅泰特海崖（德語：Ufsebrotet），是南極洲的海崖，位於毛德皇后地的阿斯特里德公主海岸，處於齊默曼山以南3.2公里，屬於齊默曼山的一部分，由德國探險隊發現和拍攝照片，現時由南極條約體系管理。